# Phédon Vegleris
Phédon Vegleris (grec moderne : Φαίδων Βεγλερής), né en 1903 à Constantinople, mort en 1998, est un homme de loi, un universitaire et un praticien du droit.
Il s'est distingué par ses interventions devant les plus hautes juridictions grecques (Conseil d’État de Grèce et Cour de cassation de Grèce) et européennes (Conseil de l'Europe, Commission européenne des droits de l'homme). C’est aussi un homme engagé pour une meilleure protection des citoyens face à l’État et pour la liberté par son combat contre les dictatures et par sa défense des libertés publiques au sein de la société civile. Il a été cofondateur de la Ligue hellénique pour la défense des droits de l’homme. Professeur d’université à rayonnement international, il a formé pendant 70 ans des jeunes juristes grecs et français, depuis son doctorat, à 24 ans, jusqu'à son décès, à 95 ans.

## Famille
Né d’une famille grecque de Constantinople, d’un père docteur en droit de l’université de Bordeaux et d’une mère institutrice, Phédon Vegleris a suivi le sort des Grecs de l’après Première Guerre mondiale. Il s’est réfugié en France où il a fait des études de droit (licence et doctorat, 1919 et 1928). Installé avocat auprès du Barreau d’Athènes en 1928, Phédon Vegleris a épousé Lisa Skassis (1913-2004), qui l’a épaulé tout le long de sa vie, notamment durant les années d’exil, lors de la dictature des colonels (1967-1973). Leur fille, Eugénie Vegleris, a fait des études de philosophie en France où elle exerce la profession de philosophe en libéral.

## Ancrage français de formation scientifique
Phédon Vegleris fait ses études de droit à la faculté de droit de l’université de Bordeaux, puis à l’université de Paris. Docteur en droit en 1927 avec une thèse intitulée « Des modifications apportées par l’Administration à ses contrats », il a été honoré d’une mention dans le concours des thèses de la faculté de droit de Paris pour l’année 1927-1928. Culturellement attaché à la France, notamment dans le courant du mouvement des Lumières, Phédon Vegleris ne cessera de participer à divers réseaux scientifiques et intellectuels. Durant la dictature grecque des colonels (1967-1973), il a enseigné à la faculté de droit de Strasbourg en tant que professeur associé de droit public. Parmi ses nombreuses contributions à la science juridique et à la pensée politique (ouvrages, articles et conférences), plusieurs contributions seront écrites en langue française,.

## Pratique du droit
Admis au Barreau d’Athènes en 1929, Phédon Vegleris amorce sa pratique du droit dans les années 30, au début d’une période trouble pour l’histoire politique de la Grèce, marquée par le régime dictatorial de Ioannis Metaxas, il prend la défense des droits des administrés et des collectivités, notamment des municipalités, face à l’État. Conseiller et collaborateur juridique de l’« Union des dèmes et communes de Grèce », de 1933 à 1941, il se bat pour leur autonomie et, de façon plus générale, pour la protection des libertés publiques et des droits de l’homme, menacés-brimés par les empiétements de la dictature. Son engagement lui vaut un temps d’emprisonnement.
Avocat auprès du Conseil d’État de Grèce et de la Cour de cassation de Grèce, il influence, durant sa longue vie professionnelle (1929-1998), l’évolution jurisprudentielle de ces institutions, toujours dans le sens de la protection des droits du citoyen. Il influence la jurisprudence du Conseil d’État par ses requêtes, ses plaidoiries, ses écrits d’avis, d’opinions, de commentaires juridiques, ses études théoriques ou « policy-oriented ». Il prend un soin particulier à expliquer la genèse du cadre juridique, à l’évaluer et à suggérer des changements sociétaux.
Cette action juridique intense et multidimensionnelle pour la protection de la légalité constitutionnelle-administrative et juridique de la société, conduit Phédon Vegleris à une longue marche de praticien. Il est le fervent défenseur des droits de l’homme en Grèce, tout au long de sa carrière d’avocat et d’universitaire et, à l’étranger, notamment devant diverses instances du Conseil de l'Europe. Il a été membre du Comité d’experts pour les droits de l’homme de 1960 à 1966. Durant ses années d’exil en France, il a contribué à la réflexion sur les droits de l’homme,, diversement violés en Europe de l’Est, en Amérique latine, en Grèce. Par ailleurs, il a été membre d’Amnesty International.

## Carrière universitaire
Agrégé de droit administratif à la faculté de droit de l’université d’Athènes dès 1935, il est nommé professeur adjoint en 1956 et titularisé en 1960. Cette nomination tardive est due aux résistances que son engagement pour la défense des libertés provoque au niveau des instances académiques de décision dans une Grèce peu démocratique malgré ses apparences. Ce même engagement, appuyé sur de nombreux écrits critiques, est à l’origine des menaces dont il fait l’objet dès le putsch des colonels en 1967 et qui, à la suite du refus de signer le contrat d’allégeance exigé par le nouveau pouvoir, lui font prendre le chemin de l’exil. Il est accueilli par la France comme réfugié politique alors qu’un arrêt ministériel le révoquait de toutes ses fonctions dans son pays.
Grâce à son rayonnement scientifique et avec le ferme appui de ses collègues dont Alex Weill et Charles Eisenmann, Phédon Vegleris est nommé professeur associé à la faculté de Strasbourg où il assure les cours de droit public et d’histoire des idées politiques. Pionnier dans ce domaine, il introduit un cours sur les droits de l’homme pour la première fois dans le programme régulier de la faculté. Durant ce septennat européen, Phédon Vegleris prononce une série de conférences-enseignements dans plusieurs universités dont les universités de Bâle, Bruxelles, Genève, Liège, Londres, Lyon, Munich, Paris, Toronto et Zürich.
Cette activité universitaire européenne est inséparable de son engagement politique permanent.

## Engagement politique
Originaire d’une famille imprégnée de philosophie grecque, de résistance à l’occupation ottomane, de culture européenne et d’esprit des Lumières, élève du Collège américain d’Istanbul, Phédon Vegleris développe une sensibilité aigüe aux valeurs démocratiques et notamment à celle de la liberté qui, ainsi que le souligne Alexis de Tocqueville, est la plus menacée. D’un tempérament vif et entier, il est « doté d'un caractère solide, tendu vers la justice et n'admettant aucune forme de mensonge, de flatterie » (Plutarque à propos d’Aristide).
Formé en droit public et spécialisé en droit administratif, il se consacre à la défense de la légitimité constitutionnelle et de la légalité administrative. Il s’oppose fermement à toute atteinte aux libertés publiques et aux droits fondamentaux entrant ainsi dans l’arène du débat politique. Par des articles de presse, des publications sur la protection de la Constitution, des libertés publiques et des minorités, il joue un rôle moteur et directionnel dans la promotion d’organisations de la société civile consacrées à la défense des institutions démocratiques. Il mène un combat inlassable contre la dictature des colonels, pour l'établissement de la démocratie et en faveur de la consolidation de la République hellénique, notamment lors du référendum grec du 8 décembre 1974.
Plus précisément, durant la crise politique qui a précédé le coup d’État des colonels, Phédon Vegleris pressent la tyrannie en gestation. Il rédige, dans le journal du centre libéral « La Tribune » (To Vima), une série d’articles dénonçant les intrigues du Palais et de l’armée, qui ont conduit à la démission le gouvernement légitime de Geórgios Papandréou. Ce combat est poursuivi lors de ses années d’exil où il ne cesse de participer à des congrès, publications et autres actions visant à la chute de la dictature. Avec Peter Leuprecht, alors rapporteur sur les violations des droits de l’homme en Grèce, il mène un combat au sein du Conseil de l’Europe et de la Commission européenne des droits de l’homme au bout duquel la Grèce se trouve exclue du Conseil. De retour en Grèce, en 1973, il ne ménage pas ses critiques contre les abus de pouvoir et les manigances du parti socialiste au pouvoir, conduit par Andreas Papandréou. Il est membre actif (cofondateur, président, vice-président ou secrétaire général, selon le cas) de plusieurs associations dont celles de la Fondation Marangopoulos pour les droits de l’homme et de la Ligue hellénique pour les droits de l’homme.

## Musicien
Scientifique rigoureux, militant fervent pour les libertés, il est aussi un passionné de musique. Violoniste, il faisait partie d'orchestres et de cercles de musique de chambre partout où il se trouvait, à Istanbul, à Athènes, à Strasbourg. À sa mort, son violon a été offert au Conservatoire de musique de Colmar. Il est mentionné dans l'extrait suivant concernant Alexandre-Charles KISS, un de ses coauteurs : « Son (A.-Ch. Kiss) amour de la musique – il jouait du violon – l’avait conduit à se lier avec des collègues violonistes, tel le professeur Fouad Riad de l’université du Caire, rencontré en 1950 à l’Académie de droit international de La Haye, le professeur Phédon Vegleris durant l’exil de ce dernier à Strasbourg du temps de la dictature des colonels en Grèce, et d’autres encore, avec lesquels il partageait, outre son intérêt pour le droit international et les droits de l’homme, sa passion pour la musique, jouant en duo avec eux ».

## Distinctions honorifiques
- Docteur honoris causa de l’université de Strasbourg
- Chevalier de la Légion d'honneur[10]
- Prix « Aristeion » de l'Académie d’Athènes pour l’ensemble de son œuvre[10]
- Deux livres ont été publiés en hommage à Phédon Vegleris :
  - Mélanges en l'honneur de Phédon Vegleris : La Crise des institutions de l'État, Athènes, éd. Ant. N. Sakkoulas, 1988, 728 pages[11]
  - Actes du Colloque de 2006, publiés à la mémoire du Professeur Phédon Vegleris[12]. Colloque organisé par l'European Public Law Center (devenu European Public Law Organization, EPLO).

## Publications (bibliographie sélective)
- Des modifications apportées par l’Administration à ses contrats, Université de Paris, thèse de doctorat en Droit, 1927.
- (grec) L’Application des décisions du Conseil d’État par l’Administration, Athènes, éd.Tzaka-Delagrammatika, 1934.
- (grec) « La protection constitutionnelle de l’ autonomie des collectivités locales », dans Revue (hellénique) des collectivités locales, 1935, p. 207-220.
- « Réalités passées et présentes du gouvernement local en Grèce », dans Revue hellénique de droit international, 1958, p. 369-383.
- « Le Conseil d’État et l’Examen de la constitutionnalité des lois en Grèce », dans Studi in onore di Silvio Lessona, t.II, Bologne, éd. Zanichelli, 1961, p.597-655.
- (grec) L’Organisation administrative, Athènes, éd. Ant. N. Sakkoulas, 1963.
- (grec) Iouliana : 1965-1966 (les événements de juillet), Athènes, éd. Ant. N. Sakkoulas, 1966.
- « La Constitution, la Loi et les Tribunaux en Grèce », dans Annales de la faculté de droit de Liège, Liège et La Haye, éd. Martinus Nijhoff, nos 3-, 1967, p. 439-477.
- « Valeur et Signification de la clause « dans une société démocratique » dans la Convention européenne des droits de l’homme », dans Revue du droit international et comparé, vol. I, no 2, 1968, p. 219-241.
- « Modes de redressement des violations de la Convention européenne des droits de l’homme : Esquisse d’une classification », dans Mélanges offerts à Polys Modinos, Paris, éd.Pedone, 1968, p.2-20.
- Coauteur avec Alexandre-Charles KISS, « L’Affaire grecque devant le Conseil de l'Europe et la Commission européenne des Droits de l'homme »[6], dans Annuaire français de droit international, vol.17, no 1, 1971, pp.889-931
- « Le Principe d’égalité dans la déclaration universelle et la Convention européenne des droits de l’homme », dans Miscellanea W.J. Ganshof van der Meersh, T. I, Bruxelles, éd. E. Bruylant, 1972, p. 565-588.
- « Préliminaire à la méthodologie des droits de l’homme », dans René Cassin Amicorum Discipulorumque Liber, IV, Paris, éd.Pedone, 1972, p. 19-30.
- (grec) Mémoire pour une Constitution du peuple grec, Athènes, éd. Themelio, 1975.
- « Statut de la Convention des droits de l’homme dans le droit grec », dans Mélanges dédiés à Robert Pelloux, Lyon, éd. Hermès, 1980, p. 299-318.
- Écrits français, Tome. I, Écrits juridiques[4], Athènes, éd. Dionne, 1993, Tome II, Écrits polémiques[5], Athènes, éd. Dionne, 1994.